# Archäologischer Lehrpfad Oesterholz
Der Archäologische Lehrpfad Oesterholz liegt am westlichen Rand der Senne im Ortsteil Oesterholz-Haustenbeck der Gemeinde Schlangen im ostwestfälischen Kreis Lippe in Nordrhein-Westfalen.

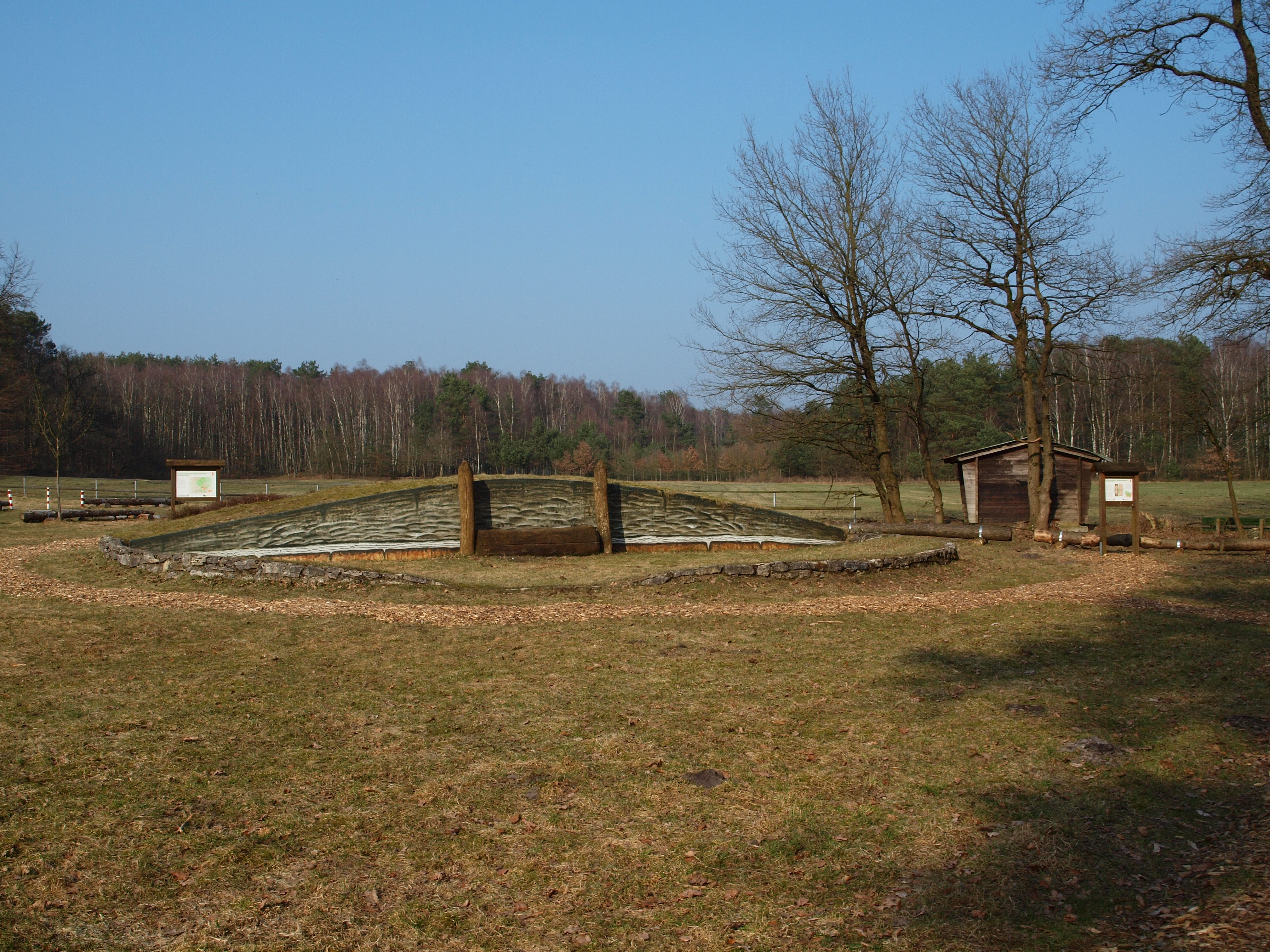
Hügelgrab am archäologischen Lehrpfad in Oesterholz

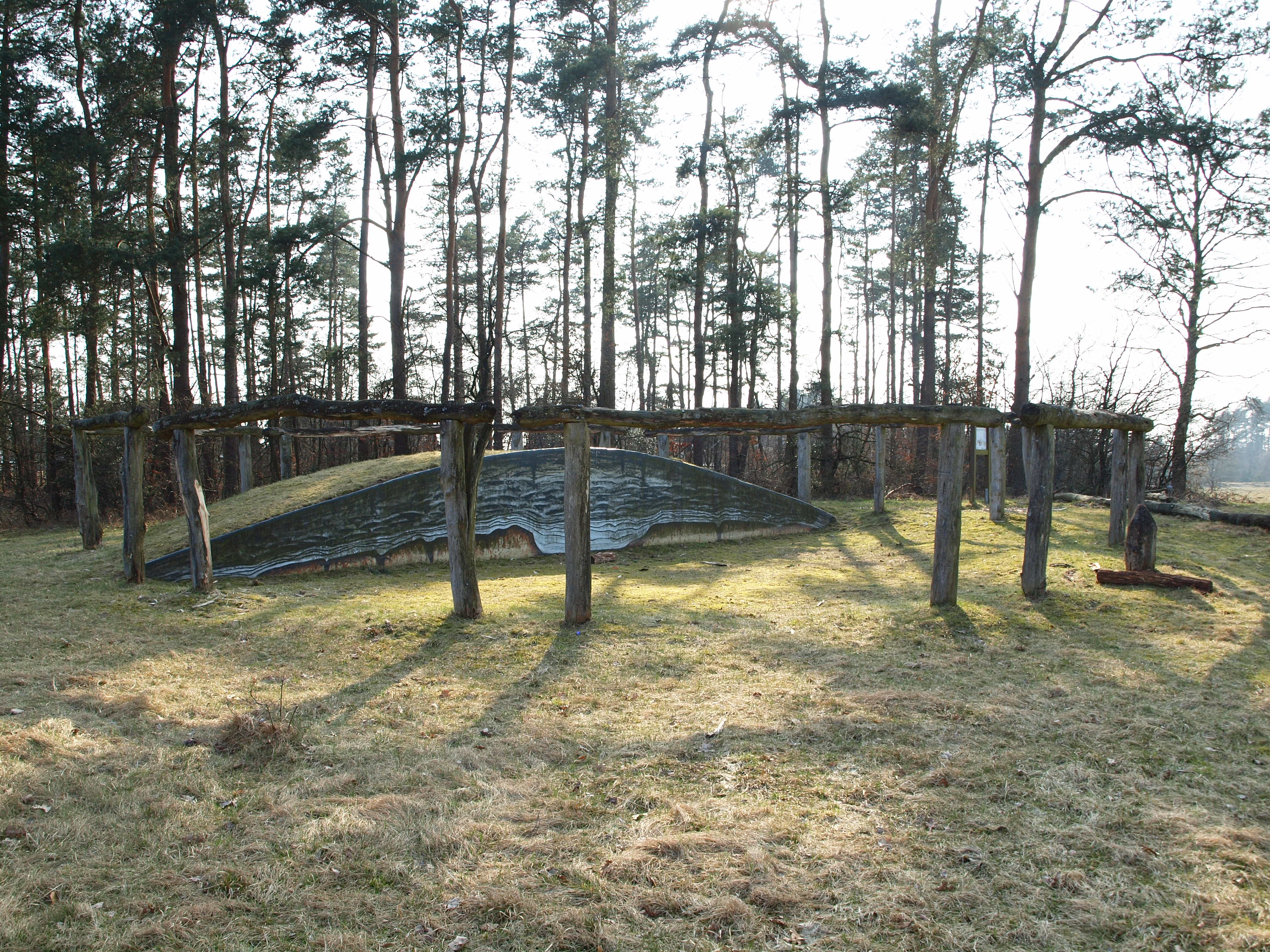
Hügelgrab am archäologischen Lehrpfad in Oesterholz

## Beschreibung
Der Archäologische Lehrpfad Oesterholz wurde 1982 eingerichtet und führt über einen frei zugänglichen Rundweg durch eine Gruppe von zehn Grabhügeln aus der Bronzezeit. Zuvor wurden die zum Teil durch Raubgrabungen und Sandentnahme beschädigten Grabhügel vom Bewuchs befreit und restauriert. Im Zuge dieser Maßnahmen wurden einige der Grabhügel archäologisch untersucht, um genauere Informationen zu deren Bauweise zu erhalten. Die Grabungsbefunde werden auf Informationstafeln an den einzelnen Hügeln dargestellt.
Ergänzt wird der Rundgang durch zwei auf einer Freifläche im Originalmaßstab nachgebildete Grabhügel, die im Durchschnitt gezeigt werden, um so deren unterschiedliche Konstruktionen darzustellen.